# Hypodryas uralensis
Hypodryas uralensis är en fjärilsart som beskrevs av Otto Staudinger 1871. Hypodryas uralensis ingår i släktet Hypodryas och familjen praktfjärilar. Inga underarter finns listade i Catalogue of Life.